# Helten
Helten ist eine Ortschaft im Stadtgebiet der Stadt Waldbröl im Oberbergischen Kreis im südlichen Nordrhein-Westfalen Deutschland innerhalb des Regierungsbezirks Köln.

## Lage und Beschreibung
Das Dorf liegt im südlichsten Zipfel der Stadt Waldbröl und des Oberbergischen Kreises ca. sechs Kilometer südlich des Waldbröler Stadtzentrums.

## Geschichte

### Erstnennung
1571 wurde der Ort das erste Mal urkundlich erwähnt und zwar „In den Futterhaferzetteln werden für Niederkräwinckell zwei wüst stehende Häuser genannt (1580 tritt bei einem der drei Krawinckel-Orte zuerst der Zusatz an der Heidten auf).“
Schreibweise der Erstnennung: Niederkräwinckell

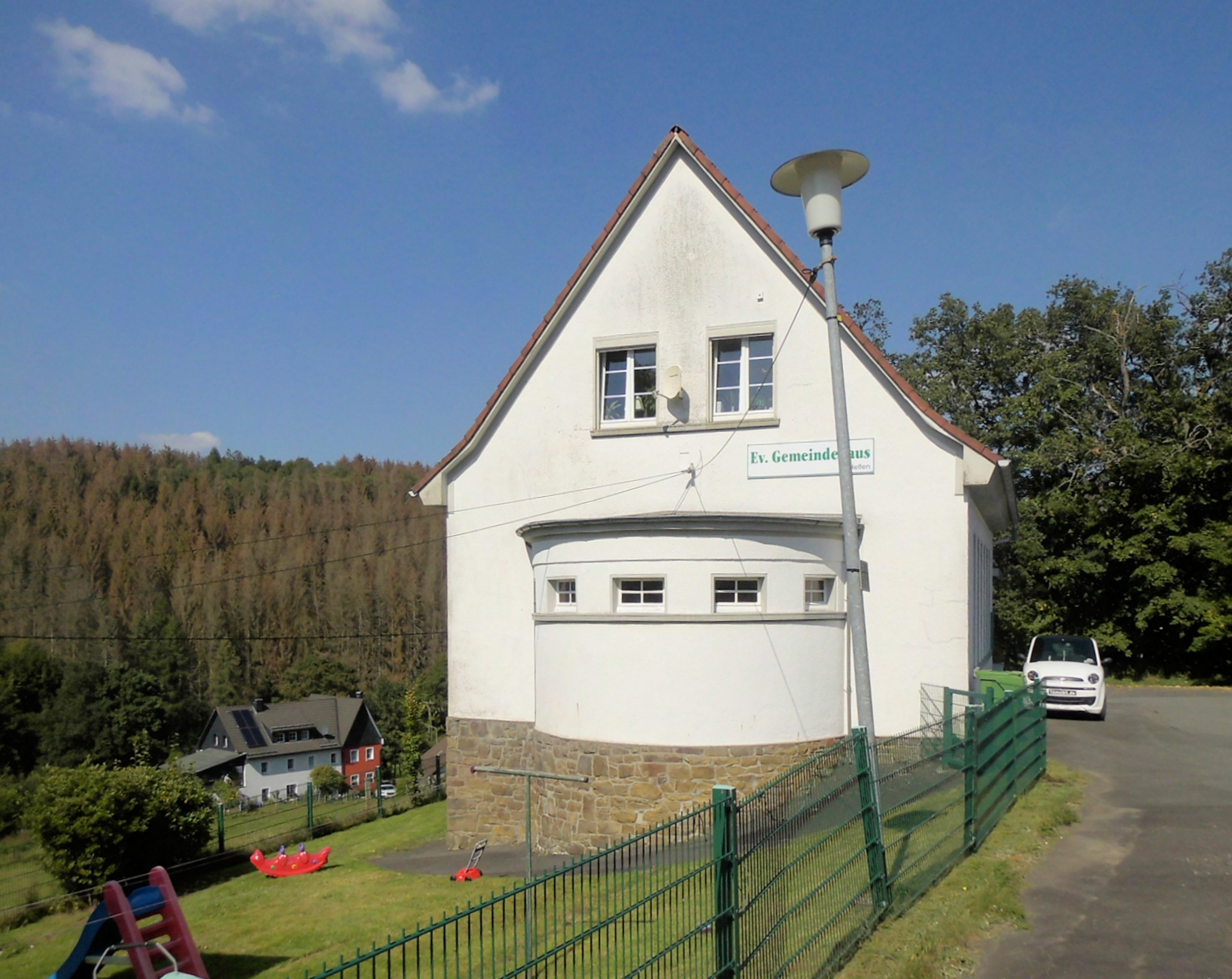
Evangelisches Gemeindehaus Helten
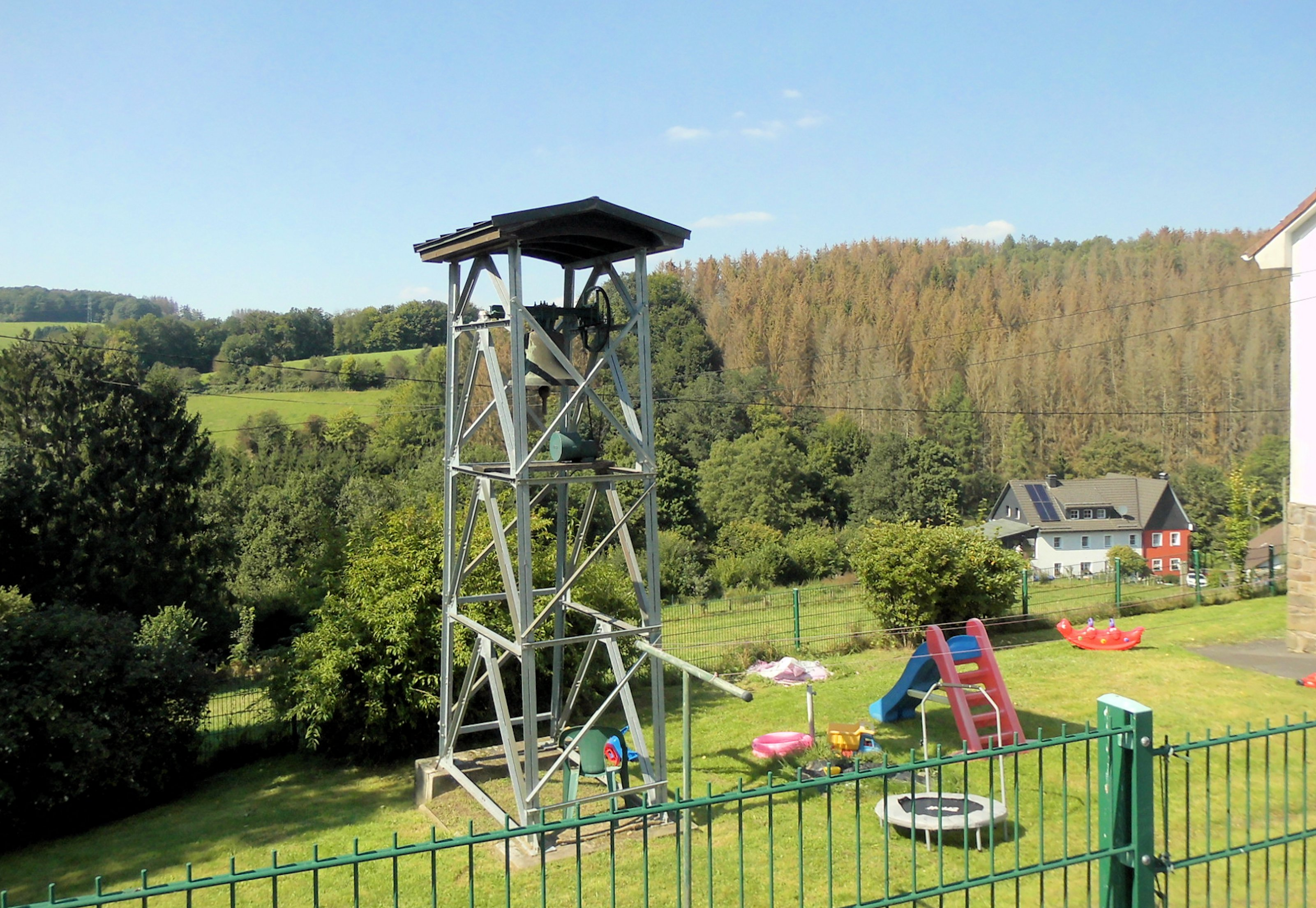
Mit separatem Glockengestell

## Freizeit

### Vereinswesen
- Gemischter Chor Helten
- CVJM Helten

### Wander- und Radwege
Der Wanderweg A4 führt durch Helten, von Vierbuchermühle kommend.

## Bus und Bahnverbindungen

### Linienbus
Haltestelle: Helten
- 343 Waldbröl, Windeck-Leuscheid  (OVAG)